# Moreno Di Biase
Moreno Di Biase (Lanciano, província de Chieti, Abruços, 5 de novembre de 1975) és un ciclista italià, que fou professional del 1998 al 2005.

## Palmarès
- 1996
  - 1r al Trofeu Ciutat de Castelfidardo
  - 1r al Circuit de Cesa
- 1997
  - 1r al Trofeu Franco Balestra
  - 1r al Gran Premi San Giuseppe
  - Vencedor d'una etapa al Giro de les Regions
- 1999
  - Vencedor d'una etapa al Tour de Langkawi
  - Vencedor d'una etapa a la Volta a Eslovènia
  - Vencedor d'una etapa a la Volta al Japó
- 2000
  - Vencedor d'una etapa al Giro dels Abruços
- 2002
  - Vencedor de 2 etapes al Tour de Langkawi
  - Vencedor d'una etapa al Brixia Tour
- 2003
  - Vencedor d'una etapa a la Volta a Geòrgia
- 2005
  - Vencedor de 2 etapes a la Volta a Veneçuela

### Resultats al Tour de França
- 1999. Abandona (17a etapa)

### Resultats al Giro d'Itàlia
- 2000. 119è de la classificació general
- 2001. 118è de la classificació general
- 2002. 137è de la classificació general
- 2003. Abandona
- 2005. Abandona